# Ao Vivo (álbum de Chimarruts)
Ao Vivo é o primeiro álbum ao vivo e o primeiro DVD da banda de reggae brasileira Chimarruts, lançado em 2007 pela gravadora EMI. Foi gravado no dia 30 de julho de 2007 no Master Hall, em Curitiba. Conta com a participação de Serginho Moah (Papas da Língua), na canção "Mil Poesias".

## Faixas
| CD             |                         |         |  |
| N.º            | Título                  | Duração |  |
| 1.             | "O Sol"                 | 5:06    |  |
| 2.             | "Saber Voar"            | 4:21    |  |
| 3.             | "Floripa"               | 3:21    |  |
| 4.             | "Iemanjá"               | 4:31    |  |
| 5.             | "Se For Embora"         | 3:05    |  |
| 6.             | "Pra Ela"               | 3:41    |  |
| 7.             | "Pitanga"               | 4:15    |  |
| 8.             | "Não Deixe de Sonhar"   | 2:40    |  |
| 9.             | "Chapéu de Palha"       | 3:26    |  |
| 10.            | "Versos Simples"        | 3:07    |  |
| 11.            | "Acquarello (Aquarela)" | 3:38    |  |
| 12.            | "Nova Ordem"            | 3:17    |  |
| 13.            | "Não Lembrou"           | 3:56    |  |
| 14.            | "Mil Poesias"           | 3:40    |  |
| 15.            | "Oh Iá Iá"              | 3:07    |  |
| 16.            | "Deixa Chover"          | 4:10    |  |
| Duração total: | Duração total:          | 59:26   |  |

### DVD
1. "O Sol"
2. "Floripa"
3. "Iemanjá"
4. "Se For Embora"
5. "Pra Ela"
6. "Pitanga"
7. "Não Deixe de Sonhar"
8. "Roots Rock"
9. "Deixa que Corra"
10. "Mil Poesias" (part. Serginho Moah)
11. "Versos Simples"
12. "Acquarello (Aquarela)"
13. "Nova Ordem"
14. "Não Lembrou"
15. "Cabelo
16. "Scooba Dub"
17. "Oh Iá Iá"
18. "Saber Voar"
19. "Chapéu de Palha"
20. "Deixa Chover"

### Formação
- Rafa Machado: voz e violão
- Nê: vocal, flauta quena e harmônica
- Tati Portela: vocal
- Diego Dutra: bateria
- Vinícius Marques: percussão
- Emerson Alemão: baixo
- Sander Fróis: guitarra
- Rodrigo Maciel: guitarra

### Músicos convidados
- Tuzinho: trompete
- Boquinha: trombone
- Luquinha: teclados